# Ralph Ellison
Ralph Waldo Ellison (Oklahoma City, 1 maart 1913 – New York, 16 april 1994) was een Amerikaans schrijver en essayist. Zijn vader vernoemde hem naar Ralph Waldo Emerson.
Ellisons ambitie was componist te worden en met dat doel studeerde hij van 1933 tot 1936 muziek aan het Tuskegee Institute, maar vanwege financiële problemen moest hij deze studie na drie jaar opgeven.
In 1936 ontmoette hij de zwarte Amerikaanse schrijver Richard Wright, die hem ertoe overhaalde zich te richten op schrijven. Vanaf 1939 publiceerde Ellison vele artikelen, kritieken en korte verhalen. Tijdens de Tweede Wereldoorlog diende hij bij de Amerikaanse koopvaardij.
In 1952 publiceerde Ellison zijn succesvolle roman Invisible Man. Dit werk bezorgde hem wereldwijde roem als een van de meest indrukwekkende Amerikaanse romans sinds de oorlog. De verteller is een zwarte Amerikaan die er niet in slaagt een eigen identiteit te ontwikkelen, wat ook nooit zal lukken, waarna hij zich terugtrekt als onzichtbare. De roman verwierf de National Book Award in 1953, een van de vele prijzen die de schrijver ten deel vielen.
Shadow and Act uit 1964 is een verzameling essays over het leven en de cultuur van zwarte Amerikanen.
Ellison was een veelzijdig artiest, die naast zijn schrijverschap ook bekwaam was in muziek, beeldhouwkunst en fotografie. Ook was hij professor aan de universiteiten van Chicago en New York.
- Bibsys: 90088988
- Biblioteca Nacional de España: XX915076
- Bibliothèque nationale de France: cb12014618b (data)
- Catàleg d'autoritats de noms i títols de Catalunya: 981058512256906706
- CiNii: DA00658201
- Digitale Bibliotheek voor de Nederlandse Letteren: elli011
- Gemeinsame Normdatei: 11853002X
- International Standard Name Identifier: 0000 0001 2117 8826
- Library of Congress Control Number: n50010027
- Nationale Bibliotheek van Letland: 000039367
- Bibliotheek van het Japanse parlement: 00438836
- Nationale Bibliotheek van Tsjechië: jn20000601478
- Nationale bibliotheek van Australië: 35062826
- Nationale Bibliotheek van Israël: 987007303977205171
- Nationale Bibliotheek van Polen: a0000002945725
- Nationale en Universitaire bibliotheek Zagreb: 000170466
- Nederlandse Thesaurus van Auteursnamen: 069027366
- Réseau des bibliothèques de Suisse occidentale: 02-A003214976
- Istituto Centrale per il Catalogo Unico: RAVV027905
- LIBRIS: 185841
- SNAC: w6jm28tt
- Système universitaire de documentation: 027511499
- Trove: 815673
- Virtual International Authority File: 2481446
- WorldCat: E39PBJdxbrdJ4Bvhdq6c99c773